# Kalyra mjobergi
Kalyra mjobergi is een rechtvleugelig insect uit de familie Mogoplistidae. De wetenschappelijke naam van deze soort is voor het eerst geldig gepubliceerd in 1925 door Lucien Chopard.